# ساعة ستراسبورغ الفلكية

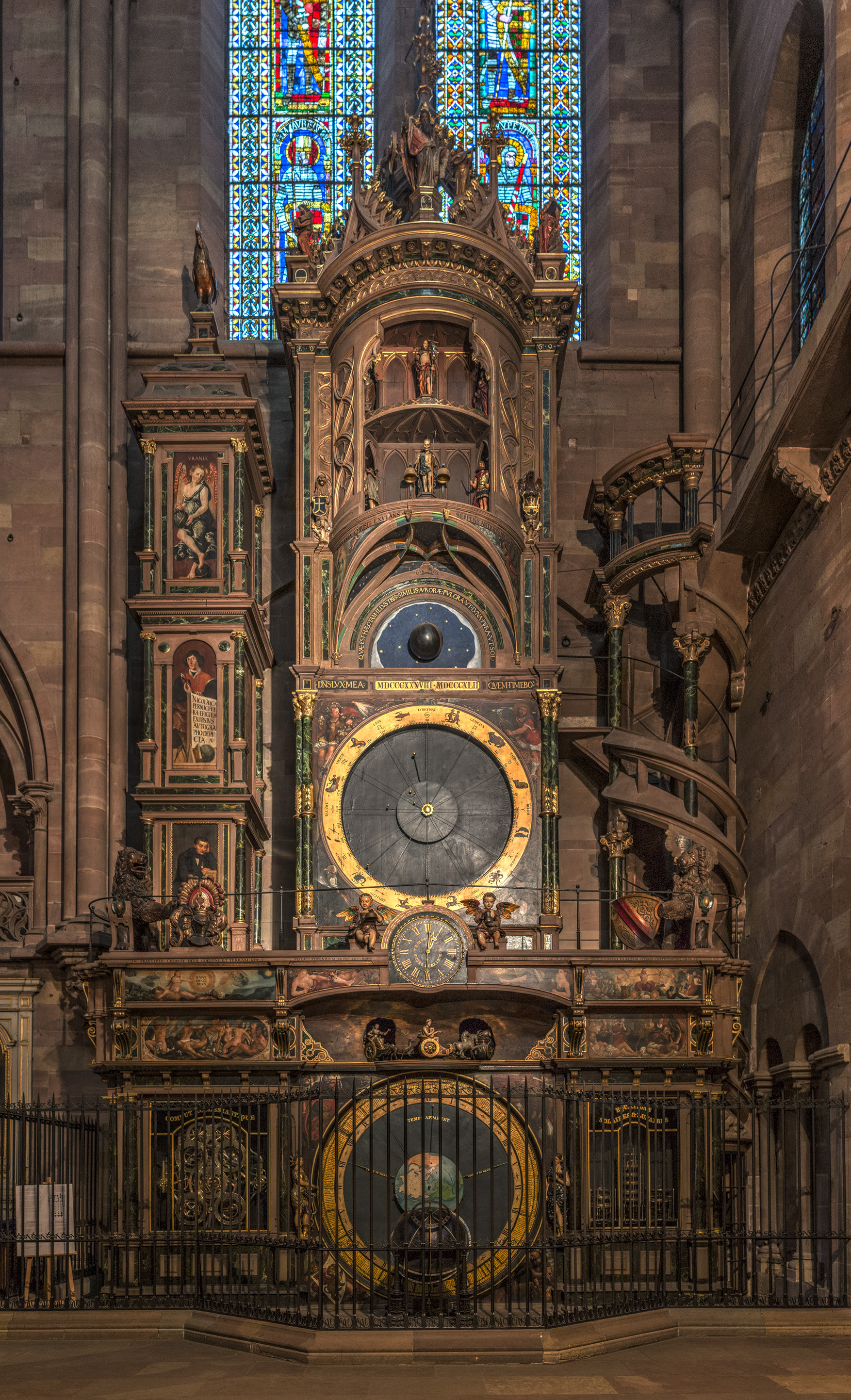
ساعة ستراسبورغ الفلكية الموجودة داخل كاتدرائية ستراسبورغ.

ساعة ستراسبورغ الفلكية هي ساعة موجودة داخل كاتدرائية مدينة ستراسبورغ في فرنسا، وهي ثالث ساعة وضعت في هذا الموضع، وترجع للمرة الأولى التي سيطر فيها الفرنسيون على المدينة (1681–1870). وكانت أول ساعة قد بنيت في القرن الرابع عشر الميلادي. أما الثانية فبنيت في القرن السادس عشر، عندما كانت ستراسبورغ مدينة إمبراطورية حرة أثناء عهد الإمبراطورية الرومانية المقدسة.
أما الساعة الحالية، فترجع لعام 1843. تتميز تلك الساعة، إضافة إلى كونها أوتوماتيكية، أنها تحتوي على تقويم ثابت به تدريج ساعة كواكبي يعرض المواقع الحقيقية للشمس والقمر وأوقات الكسوف والخسوف. ومما يميزها أيضًا وجود تماثيل طوها 18 بوصة للمسيح والرسل تظهر كل يوم عقرب منتصف اليوم، وعندها يصيح ديك بحجم طبيعي ثلاث مرات.

## معرض صور

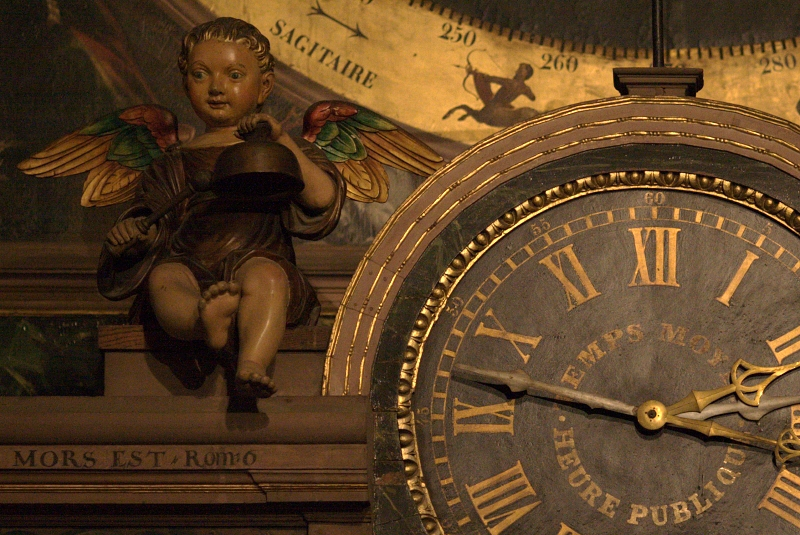
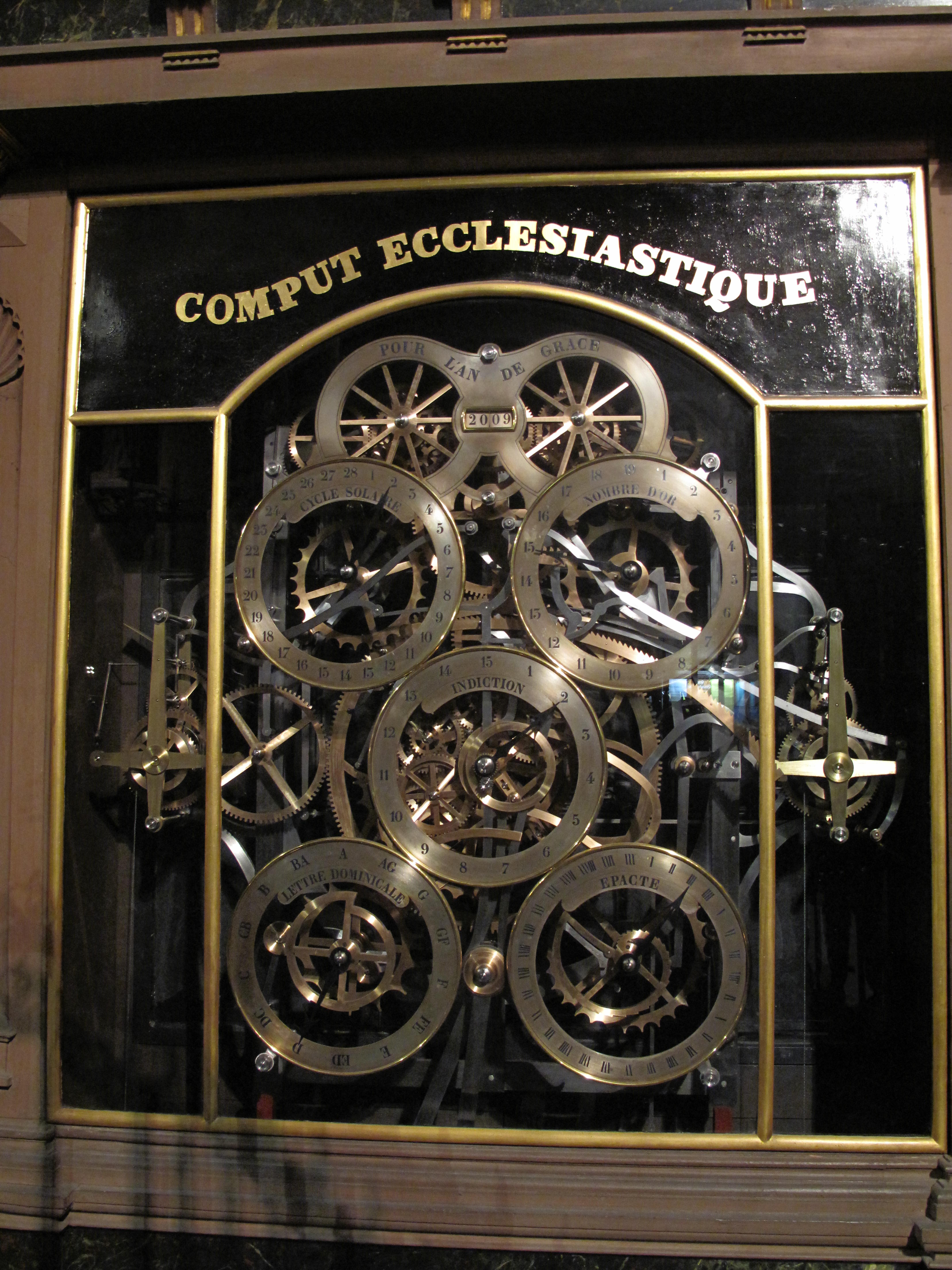
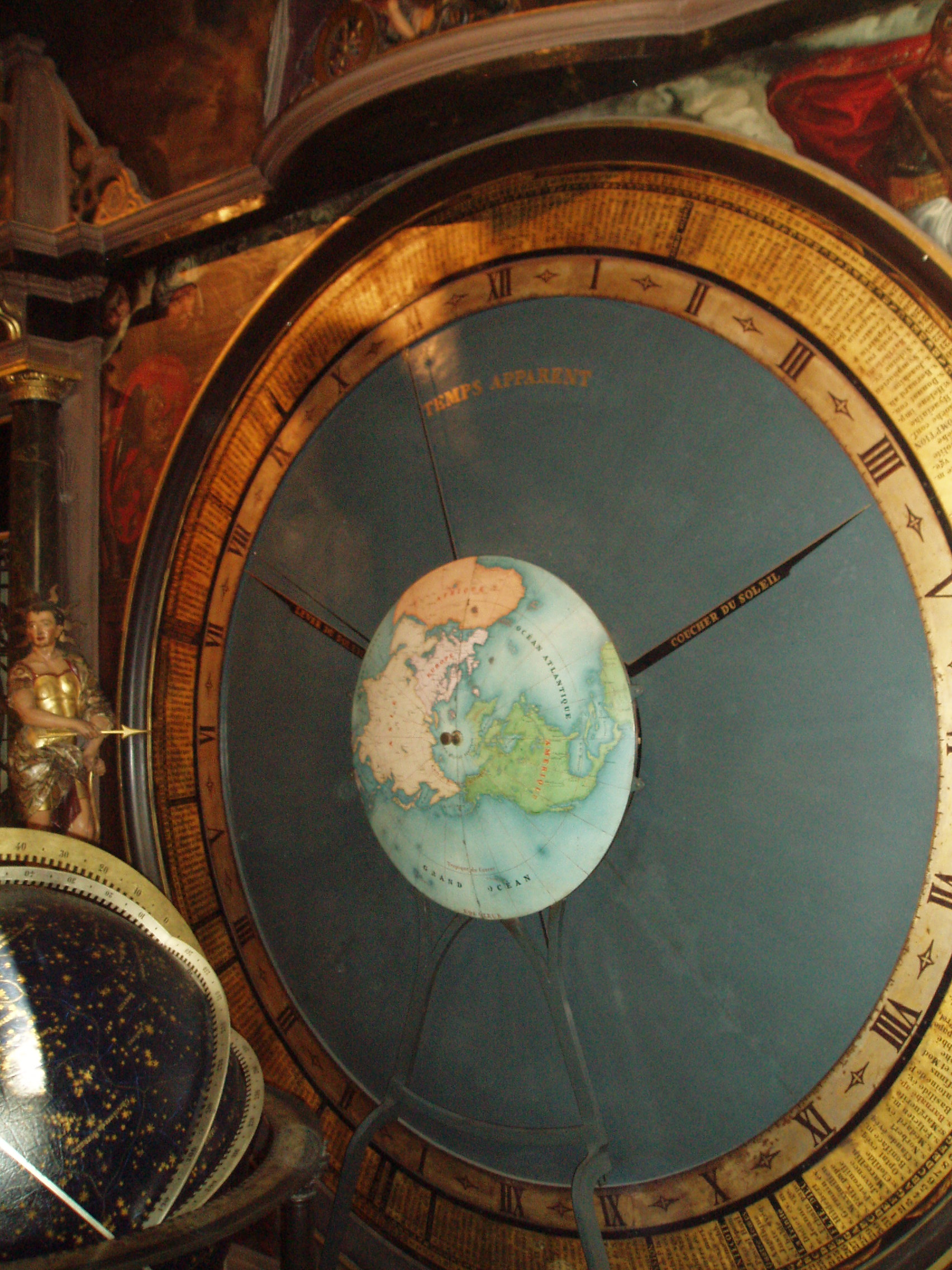
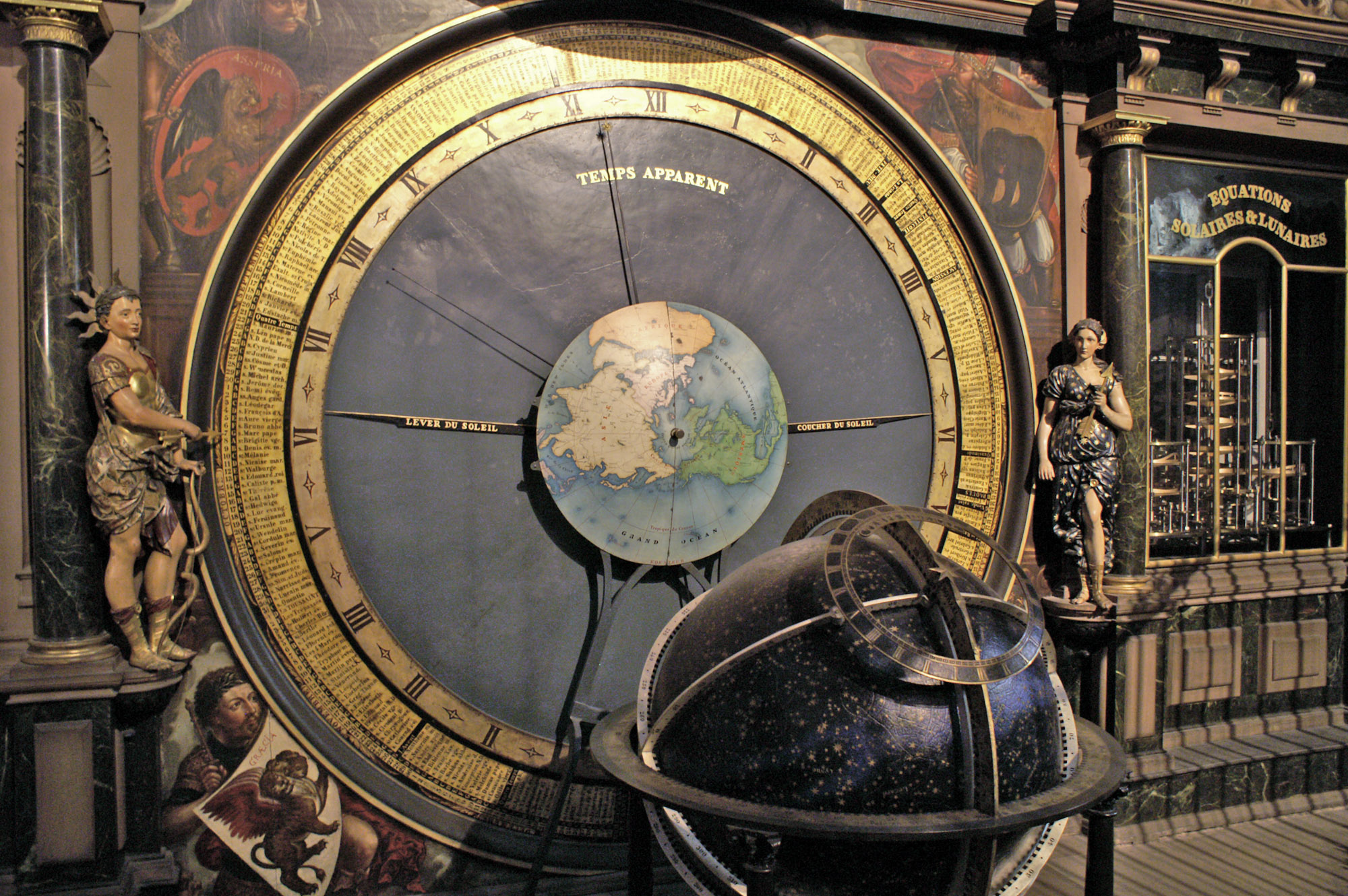
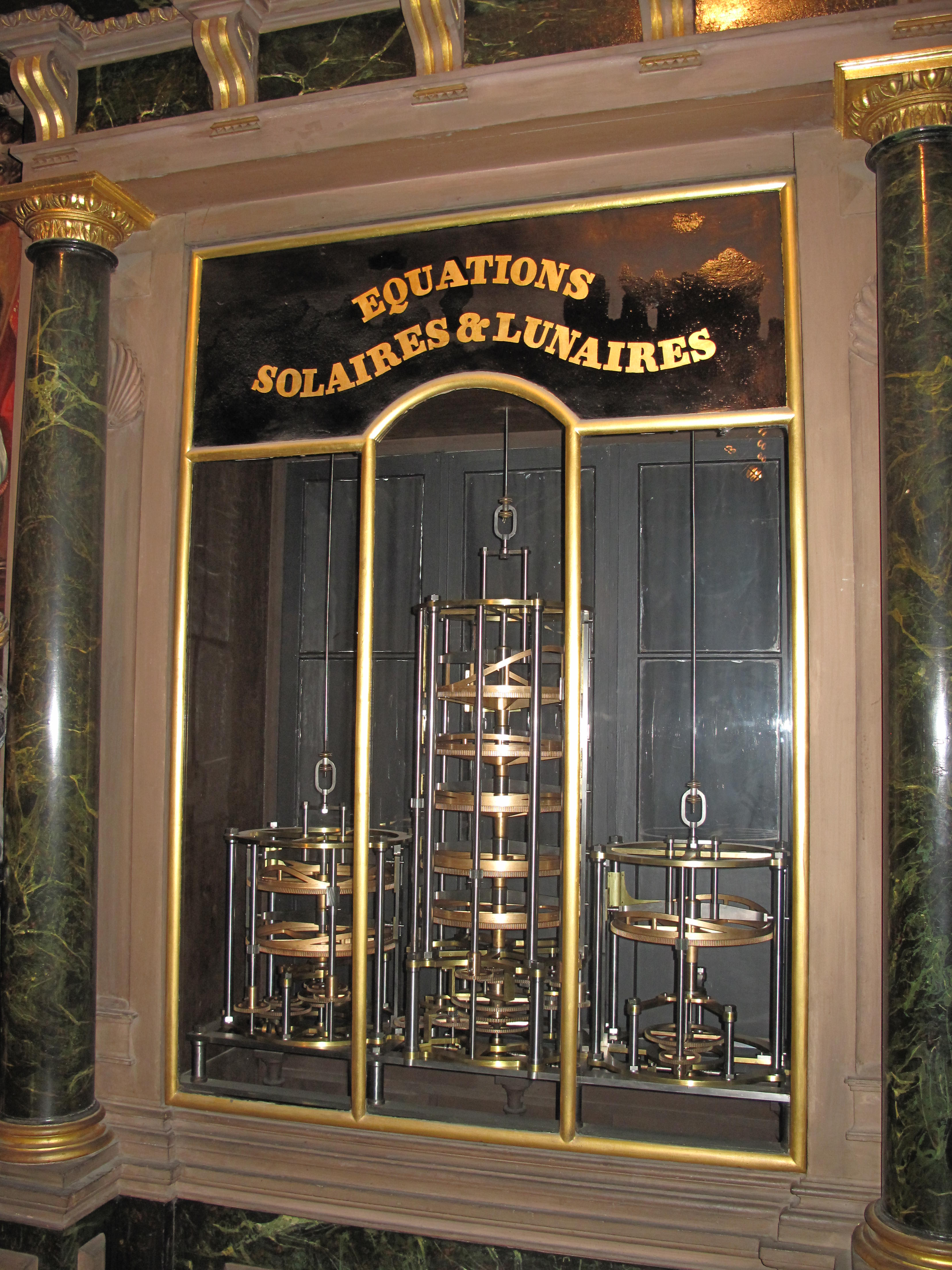
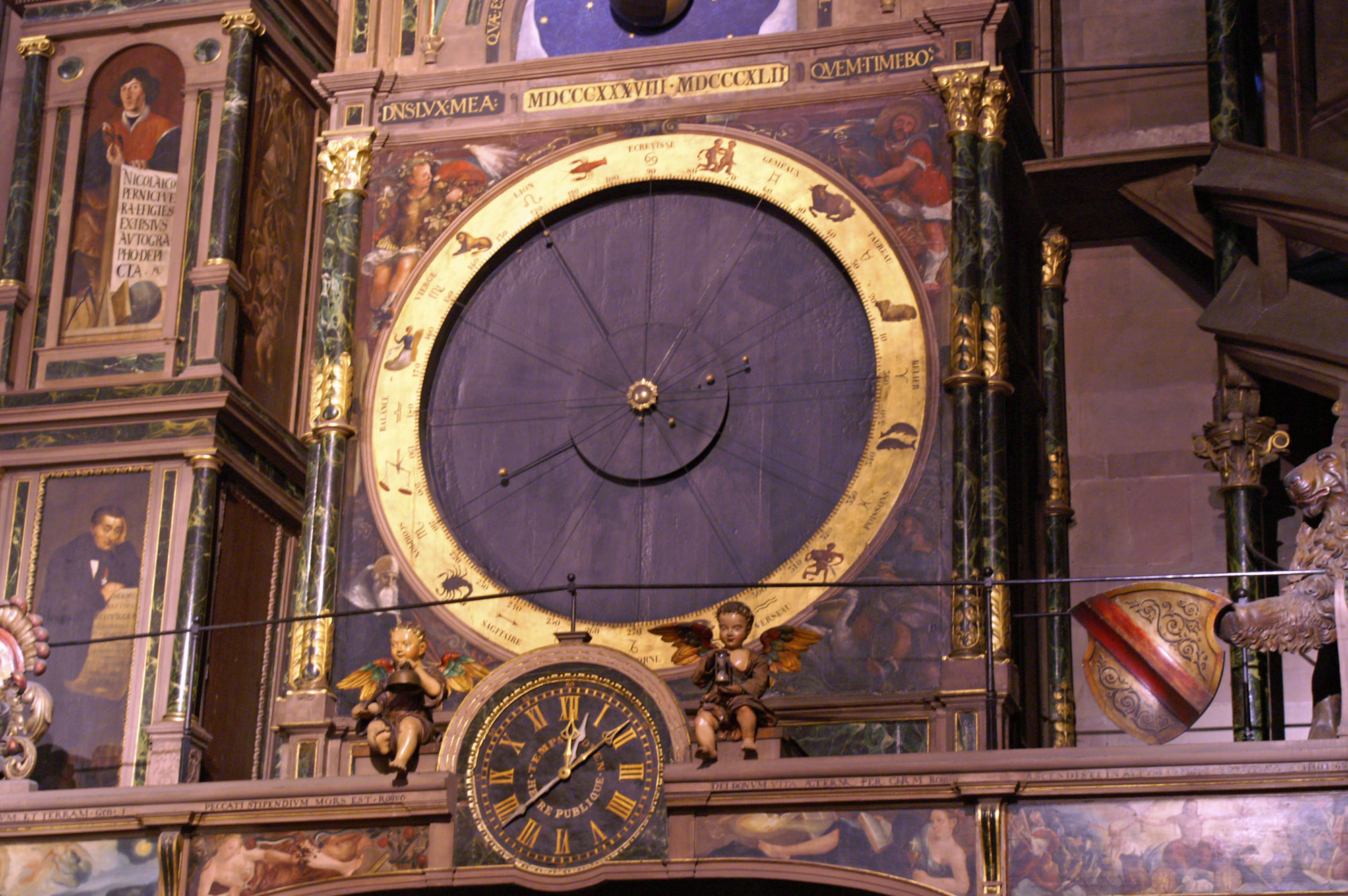